# Skelleftehamn–Gamla Karleby (1962–1965)
Skelleftehamn–Gamla Karleby (1962–1965) var en färjelinje som drevs av Rederi AB Bottenviken från 1962 till 1965 då den ersattes av färjelinjen Kåge–Gamla Karleby.

## Historia
År 1960 blev tre affärsmän från Skellefteå delägare i Rederi AB Bottenviken. I april 1960 köptes den dansktillverkade färjan m/s Nordbornholm (byggd 1939) in och trafik bedrevs 1960 till 1962 på linjen Ursviken–Gamla Karleby. I oktober 1962 upphörde trafiken för att våren därpå återupptas med samma färja men från Skelleftehamn. Från 1965 gick turerna istället från hamnen i Kåge.